# プレデター: コンクリート・ジャングル (ゲーム)
『プレデター: コンクリート・ジャングル』（Predator: Concrete Jungle）は、PlayStation 2とXbox用の3Dアクションアドベンチャーゲームである。映画『プレデター』に登場する架空の宇宙生物プレデターを操作する。同タイトルのプレデターのコミックと小説が存在するが、内容は全くの別物である。イギリスのEurocomが開発し、2005年4月15日にシエラ・エンターテインメントからEU（イギリス）に発売され、ヴィヴェンディ社からアメリカで26日に発売された。アメリカでのESRBによるレイティングではMとなっている。EUではPEGIでは18。イギリスのBritish Board of Film Classificationでも18であった。
PlayStation 2版の方では、日本とオーストラリアでもリリース予定していた。しかし、結局発売されることはなかった。なおオーストラリアではOffice of Film and Literature ClassificationでのレーティングでMA15+であった。

## 要素
サードパーソン（第三者視点）のゲームで、プレイヤーはプレデターを操作し、広大なネオノポリス（ニューウェイ）の街中を自由に移動しながら、ミッションをこなす。光学迷彩で透明となったり、サーモグラフィー視点など、プレデターならではのアクションが楽しめる。

## あらすじ
1930年、アメリカにあるニューウェイ市。アイルランド系の組織犯罪アイリッシュ・モヴと、ニューウェイ市の牛耳を執るブルーノ・ボルジアのギャング組織ボルジアファミリーとの間で闘争が起きていた。スカーフェイス・プレデターは狩りで両ギャングのメンバーを抹殺し、ブルーノ・ボルジアも抹殺することに成功する。しかし、ブルーノの妻イザベラがスカーフェイス・プレデターを銃撃した際にプレデターは片目を負傷し、さらにマスクや武器をも奪われる。このとき、プレデターの返り血が彼女自身と生まれたばかりの病弱だった息子ハンターに飛び跳ねる。プレデターは自爆しニューウェイシティを壊滅状態にするが、実は自爆に失敗しており、プレデターはまだ生きていた。宇宙船で地球にやって来た仲間の一族に回収されるも、敗北したことを恥じて凶暴な昆虫型のエイリアンが住む惑星に流刑される。
100年後の2030年、ニューウェイ市はネオノポリス市となっていた。ブルーノ・ボルジアの息子で、人間とプレデターの2つの血を持つギャング組織の後継者ハンター・ボルジアが、スカーフェイス・プレデターから奪い取った武器などのプレデターの技術を利用してビジネス展開をし、ネオノポリスを支配していた。生き残ったスカーフェイス・プレデターは盗まれた武器奪還を取り戻し、自身の罪を償うために再び地球に戻り、ボルジア率いるギャングに復讐を誓う。